# Monique Ruck-Petit
Monique Ruck-Petit, née Petit, est une joueuse d'échecs franco-suisse née le 20 octobre 1942.

## Biographie et carrière
Fille du député vaudois popiste Fernand Petit, elle découvre les échecs à 12 ans grâce à ce dernier, qui organise des tournois familiaux. Son talent pousse son père à l’inscrire à plusieurs compétitions juniors en Suisse et lui permet, alors qu’elle est élève au gymnase du Belvédère de Lausanne, d’être invitée à la Coupe Jelmoli à Zurich,. En 1964, elle devient championne de Suisse sans entraînement spécifique, parce qu’elle préparait en même temps son brevet d’institutrice. Trois ans plus tard, elle quitte la Suisse pour la France à la suite de son mariage avec un Français.
En 1979, le championnat de Suisse est un tournoi international disputé dans le cadre du Festival d'échecs de Bienne et Monique Ruck-Petit termine sixième et première Suissesse du tournoi. Elle remporte un deuxième titre de championne de Suisse, mais sa victoire provoque une controverse à cause de sa double nationalité obtenue après son mariage,.
Le mois suivant, elle devient également championne de France 1979 à Courchevel.
Monique Ruck-Petit a représenté la France lors de cinq olympiades féminines de 1976 à 1984, marquant la moitié des points lors de ses 43 parties et remportant une médaille de bronze individuelle à l'Olympiade d'échecs de 1984.